# Taman (Halbinsel)
Die Halbinsel Taman (russisch Таманский полуостров Tamanskij poluostrow) trennt, wie die westlich gegenüberliegende Krim, das Asowsche Meer vom Schwarzen Meer. Sie liegt östlich der Straße von Kertsch, hat eine Ausdehnung von ca. 53 Kilometern in Ost-West-Richtung und 32 bis 37,9 Kilometern in Nord-Süd-Richtung. Sie gehört zur Region Krasnodar (Russland). Seit 2018 ist sie über die Krim-Brücke mit der Krim verbunden.
Die Halbinsel wird vom Kuban durchflossen, der hier ins Asowsche Meer mündet.

## Geschichte
In der Antike unterhielten die Griechen hier die Kolonien Hermonassa und Phanagoria und im 7. Jahrhundert n. Chr. war Phanagoria die Hauptstadt des Großbulgarischen Reiches. Später war die Halbinsel eine der Kolonien Genuas.
1483 übernahm das Krimkhanat die Macht über die Halbinsel, Ende des 18. Jahrhunderts übernahm das Russische Reich die Kontrolle über Taman. Zu diesem Zeitpunkt war die Region äußerst dünn besiedelt. Hauptort und nun namengebend wurde die 1792 neugegründete Kosakensiedlung Taman.
Im Zweiten Weltkrieg besetzte die Wehrmacht Anfang August 1942 die Taman-Halbinsel beim Vormarsch auf den Kaukasus. Bis Oktober 1943 verblieb das Gebiet als Brückenkopf in deutscher Hand, um den Rückzug der Wehrmacht aus dem Kaukasus auf die Krim zu decken. Diese militärische Operation bildet den Hintergrund des Romans „Das geduldige Fleisch“ von Willi Heinrich und dessen Verfilmung Steiner – Das Eiserne Kreuz.

## Wirtschaft
Die Taman-Halbinsel ist ein wichtiges Weinbau-Gebiet, auf ihr befinden sich einige der prestigeträchtigsten russischen Weingüter. Darüber hinaus ist die Region auch von touristischer Relevanz.